# Domingo de Chimalpahin
Don Domingo de San Anton Munon Chimalpahin Quauhtlehuanitzin (1579–1660) – meksykański historyk nowożytny, autor Kodeksu Chimalpahin.
Domingo de Chimalpahin Chimalpahin urodził się w biednej rodzinie azteckiej w 1579 roku w Chalco na południu Meksyku. Jego wczesne życie jest zupełnie nieznane. Jego prace historyczne z powodu jego biednego stanu były zupełnie nieznane lub ignorowane. Zajmował się tłumaczeniem starożytnych dokumentów azteckich oraz spisywał ówczesne wydarzenia z ziem kolonizowanych przez Hiszpanów. Był historykiem, kopistą, genealogistą i kronikarzem, który pisał dla swoich pobratymców Azteków. Żył w tych samych czasach co inni sławni historycy szlachetnie urodzeni Fernando de Alva Ixtlilxochitl i Fernando Alvarado Tezozomoc oraz duchowny jezuita Juan de Tovar. 
Prawdopodobnie znając dwóch pierwszych, na podstawie ich dokumentów w języku nahuatl i przy ich pomocy stworzył historię prekolumbijskiego Meksyku, koncentrując się głównie na polityce i warunkach społecznych 
Tenochtitlán, Tlatelolco, Texcoco i Culhuacan. 
Od jego imienia został nazwany Kodeks Chimalpahin – dwutomowe dzieło znalezione w 1982 roku, a wydane w 1997.